# Hollandale, Wisconsin
Hollandale är en by (village) i Iowa County i Wisconsin i USA. Vid 2010 års folkräkning hade Hollandale 288 invånare.